# Villadesoto
Villadesoto es una localidad española, perteneciente al municipio de Vega de Infanzones, en la provincia de León, inserta en el área del Alfoz de León y en la comarca agraria Esla-Campos, en la Comunidad Autónoma de Castilla y León. Tiene una población de 175 habitantes (INE 2022).
Situado sobre la Presa Grande que vierte sus aguas al río Bernesga.
Los terrenos de Villadesoto limitan con los de Marialba de la Ribera y Alija de la Ribera al norte, Valdesogo de Abajo y Villaturiel al noreste, Mancilleros y San Justo de las Regueras al este, Roderos y Villarroañe al sureste, Vega de Infanzones al sur, Grulleros al suroeste, Viloria de la Jurisdicción al oeste y Onzonilla, Torneros del Bernesga y Sotico al noroeste.
Perteneció a la antigua Hermandad de Vega con Ardón.